# Miko
Miko (jap. 巫女, 神子, 巫子) – (1) młoda dziewczyna lub kobieta (trad. niezamężna dziewica), która pomaga kapłanom w chramach shintō, (2) medium, szamanka.

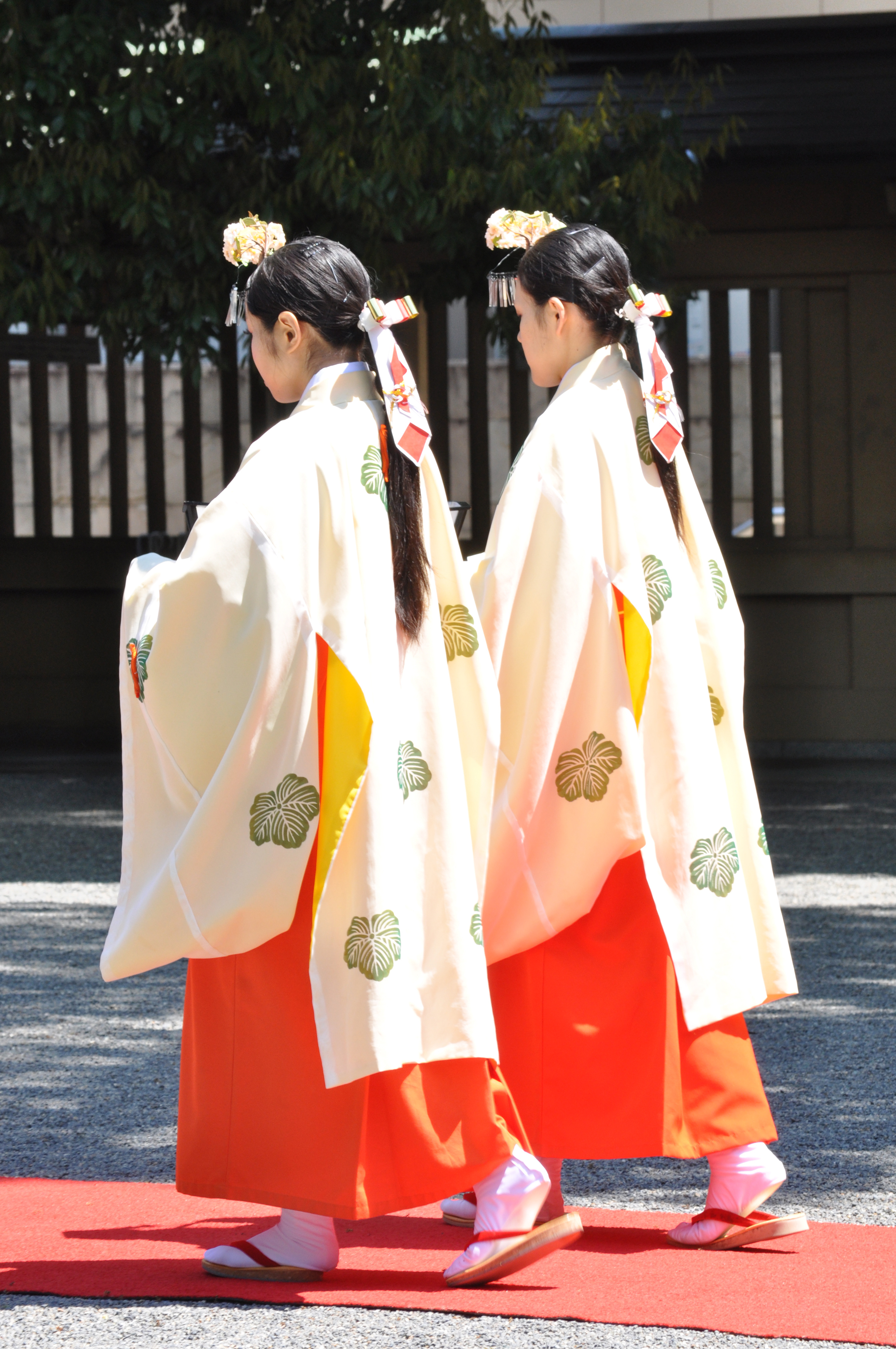
Miko w strojach do tańca kagura

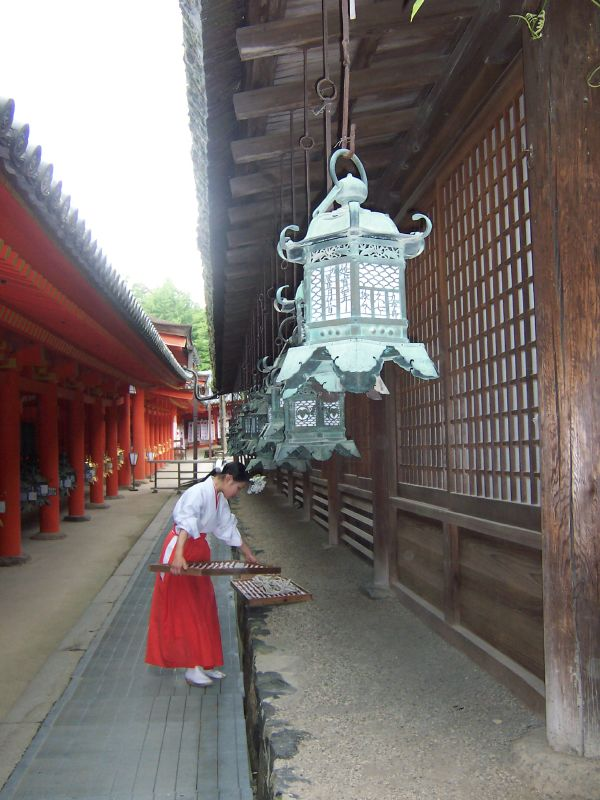
Miko w chramie Kasuga-taisha w Narze

W dawnych czasach miko pełniły rolę prorokiń i mediów, ujawniających w transie wolę bogów i osób zmarłych. Obecnie niezamężne dziewczyny zajmujące się w chramach shintō różnego rodzaju posługami, takimi jak: utrzymywanie porządku, sprzedaż talizmanów i wróżb (o-mikuji).
Z okazji świąt religijnych wykonują rytualne tańce kagura.
Tradycyjny strój miko składa się z obszernych, czerwonych, plisowanych spodni hi-bakama i białego kosode (rodzaj długiej koszuli o krótszych rękawach w kroju podobnej do typowego kimona), a w przypadku ceremonii także cienkiego, białego haori zwanego chihaya. Włosy miko spięte są z tyłu za pomocą tzw. noshi.